# بيتار برليك
بيتار برليك (بالكرواتية: Petar Brlek) (29 يناير 1994 بفاراجدين في كرواتيا - ) هو لاعب كرة قدم كرواتي في مركز الوسط. شارك مع منتخب كرواتيا تحت 17 سنة لكرة القدم ومنتخب كرواتيا تحت 19 سنة لكرة القدم ومنتخب كرواتيا تحت 20 سنة لكرة القدم ومنتخب كرواتيا تحت 21 سنة لكرة القدم. أما مع النوادي، فقد لعب مع فيسوا كراكوف ونادي سلافن بيلوبو.

## وصلات خارجية
- بيتار برليك على موقع الاتحاد الأوربي (الإنجليزية)
- بيتار برليك على موقع اتحاد كرواتيا (الكرواتية)
- بيتار برليك على موقع قاعدة بيانات كرة القدم.إي يو (الإنجليزية)
- بيتار برليك على موقع Soccerbase.com (لاعب) (الإنجليزية)
- بيتار برليك على موقع Soccerway.com (الإنجليزية)
- بيتار برليك على موقع عالم كرة القدم.نت (الإنجليزية)